# نابرينهين
نابرينهين (بالفرنسية: Nabringhen)‏ هي بلدية تقع في إقليم باد كاليه من منطقة نور با دو كاليه في شمال فرنسا. تبلغ مساحة هذه المدينة 4.17 (كم²)، وترتفع عن سطح البحر 125 م، يبلغ عدد سكانها 165 نسمة حسب إحصاء المعهد الوطني للإحصاء والدراسات الاقتصادية سنة 2009 م. وترأس لويس بايارد البلدية خلال فترة (2008-2014).